# Mesembryanthemum crassicaule
Mesembryanthemum crassicaule är en isörtsväxtart som beskrevs av Adrian Hardy Haworth. Mesembryanthemum crassicaule ingår i Isörtssläktet som ingår i familjen isörtsväxter. Inga underarter finns listade i Catalogue of Life.